# Big Bill Broonzy
Big Bill Broonzy, właściwie William Lee Conley Broonzy (ur. 26 czerwca 1893, zm. 15 sierpnia 1958 w Chicago) – amerykański muzyk bluesowy, autor ponad 300 kompozycji, w tym standardu "Key to the Highway", granego przez Claptona, Buddy'ego Guya czy The Rolling Stones.